# リーハイ (小惑星)
リーハイ (691 Lehigh) は小惑星帯に位置する小惑星である。マサチューセッツ州タウントンでジョエル・ヘイスティングス・メトカーフによって発見された。
軌道の計算が行われた、ペンシルベニア州のリーハイ大学にちなんで命名された。